# Arundinariagärdsmyg
Arundinariagärdsmyg (Cantorchilus zeledoni) är en fågel i familjen gärdsmygar inom ordningen tättingar.

## Utseende och läte
Arundinariagärdsmygen är en relativt liten gärdsmyg. Den har tydligt vitt ögonbrynsstreck, vitaktigt bröst, fylligt beigefärgade flanker och en bjärt roströd stjärt med svarta tvärband. Sången är förhållandevis kort, med gladlynta fraser som vanligen upprepas några gånger i snabb följd.

## Utbredning och systematik
Fågeln förekommer från östra Nicaragua till östra Costa Rica och nordvästra Panama (västra Bocas del Toro). Den behandlas som monotypisk, det vill säga att den inte delas in i några underarter. Tidigare behandlades den som underart till kanelgärdsmyg (C. modestus). 

## Levnadssätt
Arundinariagärdsmygen hittas i låglänta områden och förberg, i skogsbryn, ungskog och buskiga fält med inslag av Arundinaria. Den är tillbakadragen och hörs oftare än ses.

## Status
Arten har ett stort utbredningsområde och beståndet anses vara stabilt. Internationella naturvårdsunionen IUCN listar den därför som livskraftig (LC). Beståndet uppskattas till i storleksordningen 50 000 till en halv miljon vuxna individer.

## Namn
Fågelns vetenskapliga artnamn hedrar José Castulo Zeledón (1846-1923), costaricansk affärsman och naturforskare. Fram tills nyligen kallades den zeledóngärdsmyg även på svenska, men justerades 2022 till ett enklare och mer informativt namn av BirdLife Sveriges taxonomikommitté.